# جوانا نیوسام
جوانا کارولین نیوسام (انگلیسی: Joanna Caroline Newsom؛ زادهٔ ۱۸ ژانویهٔ ۱۹۸۲) یک هنرپیشه، موسیقی‌دان و نوازندهٔ پیانو و چنگ اهل ایالات متحده آمریکا است.
از فیلم‌ها یا مجموعه‌های تلویزیونی که وی در آن‌ها نقش داشته است می‌توان به خباثت ذاتی اشاره نمود.